# Oberwiera

Oberwiera  est une commune de Saxe (Allemagne), située dans l'arrondissement de Zwickau, dans le district de Chemnitz.

## Personnalités
- Paul Laurentius (1554-1624), théologien luthérien